# تیبولدداروتس
تیبولدداروتس (به مجاری:  Tibolddaróc) یک منطقهٔ مسکونی در مجارستان است که در بورشود-آبااوی-زمپلن واقع شده‌است. تیبولدداروتس ۳۰٫۳ کیلومتر مربع مساحت و ۱٬۴۱۷ نفر جمعیت دارد.